# Consejo estatal de gobernantes y jefes tradicionales
En Nigeria, un Consejo estatal de gobernantes y jefes tradicionales (en inglés, state council of traditional rulers and chiefs), conocido en las regiones yorubas del país como Consejo estatal de Obas ('jefes' en lengua yoruba), es el nombre legal que designa cualquier junta de gobernantes y jefes «tradicionales», amparada por el gobierno estatal nigeriano. Por lo general, está encabezado por un gobernante tradicional de alto rango, aunque el gobernador en funciones del estado se reserva el derecho de aprobar o vetar cualquier medida vinculante tomada por el organismo. Los consejos de estado, sin embargo, a menudo son solicitados por los candidatos a cargos públicos o por titulares en ejercicio, generalmente con el propósito ser respaldados.
Los consejos estatales generalmente se rigen por las leyes emitidas en cada estado nigeriano (Nigeria es una federación). Así, en Abia se da un proceso formal autónomo para reconocer a los gobernantes tradicionales de cada comunidad y para seleccionar entre ellos a los miembros del Consejo de Jefes. El consejo tiene poderes limitados y está sujeto al control del gobierno estatal. En noviembre de 2000, el presidente del Consejo de Gobernantes Tradicionales del Estado de Enugu celebró el aniversario jubileo de plata (25 años) de su acceso al trono. Tres días después, el gobierno del estado disolvió el consejo de gobernantes tradicional y un mes después le retiró su certificado de reconocimiento como gobernante tradicional.